# Новая Ведерня
Новая Ведерня  — деревня в Калининском районе Тверской области. Входит в состав Каблуковского сельского поселения.

## География
Находится в юго-восточной части Тверской области на расстоянии приблизительно 27 км на восток-юго-восток по прямой от города Тверь.

## История
На карте 1853 года деревня еще не показана. Она была отмечена только на карте 1940 года.

## Население
Численность населения: 4 человека (русские 100 %) в 2002 году, 6 в 2010.